# Scopula dimoeroides
Scopula dimoeroides là một loài bướm đêm trong họ Geometridae.